# (4771) Hayashi
(4771) Hayashi – planetoida z pasa głównego asteroid okrążająca Słońce w ciągu 4,4 lat w średniej odległości 2,68 j.a. Odkryli ją Masayuki Yanai i Kazurō Watanabe 7 września 1989 roku w Kitami. Kousuke Hayashi (ur. 1934) to japoński astronom.